# Leo Courbot
Pour les articles homonymes, voir Courbot.
 (août 2024).
La mise en forme du texte ne suit pas les recommandations de Wikipédia : il faut le « wikifier ».
Les points d'amélioration suivants sont les cas les plus fréquents :
- Les titres sont pré-formatés par le logiciel. Ils ne sont ni en capitales, ni en gras.
- Le texte ne doit pas être écrit en capitales (les noms de famille non plus), ni en gras, ni en italique, ni en « petit »…
- Le gras n'est utilisé que pour surligner le titre de l'article dans l'introduction, une seule fois.
- L'italique est rarement utilisé : mots en langue étrangère, titres d'œuvres, noms de bateaux, etc.
- Les citations ne sont pas en italique mais en corps de texte normal. Elles sont entourées par des guillemets français : « et ».
- Les listes à puces sont à éviter, des paragraphes rédigés étant largement préférés. Les tableaux sont à réserver à la présentation de données structurées (résultats, etc.).
- Les appels de note de bas de page (petits chiffres en exposant, introduits par l'outil «  Source ») sont à placer entre la fin de phrase et le point final[comme ça].
- Les liens internes (vers d'autres articles de Wikipédia) sont à choisir avec parcimonie. Créez des liens vers des articles approfondissant le sujet. Les termes génériques sans rapport avec le sujet sont à éviter, ainsi que les répétitions de liens vers un même terme.
- Les liens externes sont à placer uniquement dans une section « Liens externes », à la fin de l'article. Ces liens sont à choisir avec parcimonie suivant les règles définies. Si un lien sert de source à l'article, son insertion dans le texte est à faire par les notes de bas de page.
- La présentation des références doit suivre les conventions bibliographiques. Il est recommandé d'utiliser les modèles {{Ouvrage}}, {{Chapitre}}, {{Article}}, {{Lien web}} et/ou {{Bibliographie}}. Le mode d'édition visuel peut mettre en forme automatiquement les références.
- Insérer une infobox (cadre d'informations à droite) n'est pas obligatoire pour parachever la mise en page.

Pour une aide détaillée, merci de consulter Aide:Wikification.
Si vous pensez que ces points ont été résolus, vous pouvez retirer ce bandeau et améliorer la mise en forme d'un autre article.
Leo Courbot, né le 19 novembre 1989 à Arras, est un auteur, compositeur, interprète français.
Il a notamment composé deux albums musicaux: Vatic Vintage, paru en 2021, et Passion at a Distance, sorti le 22 mars 2024. Il est aussi l'auteur d'une monographie de recherche sur l'auteur Fred D'Aguiar (en) intitulée Fred D'Aguiar and Caribbean Literature, publiée en 2019 aux éditions Brill.

## Biographie
Né le 19 novembre 1989 à Arras dans le Nord-Pas-de-Calais, Leo Courbot étudie les lettres anglaises à l'université de Lille et la musique jazz au Conservatoire de Lille à partir de 2007.
En 2013, il devient professeur et enseigne la littérature et l’écriture d’invention à l'Université de Lille. En 2016, il soutient sa thèse de doctorat en lettres anglophones. En 2019, il enseigne temporairement à l'université de Liège en Belgique et publie une monographie de recherche, Fred D'Aguiar (en) and Caribbean Literature, aux éditions Éditions Brill. Mais dès 2018, il décide de se concentrer sur ses ambitions artistiques puis commence l'écriture, la composition et la réalisation de sa musique.
Son premier album, Vatic Vintage (2021), est nommé Révélation! par Jazz Magazine et fait découvrir ses sonorités funk, soul, rock et jazz au public. L'album revisite le mythe d'Orphée à travers un prisme contemporain.
Son deuxième opus, Passion at a Distance (2024), est un concept album sur le thème de l'espace et de la quête d'amour, réalisé en collaboration avec des batteurs de renommée internationale comme Michael Bland (en), Gene Lake, Stéphane Galland et Patrick Dorcean. La pochette de l'album est, quant à elle, réalisée par l'auteur de bande dessinée Caza.

## Style musical
Leo Courbot chante et joue de plusieurs instruments, parmi lesquels la guitare et la basse.
Si la musique de Leo Courbot s'inspire principalement du rock des années 60 et de la musique funk des années 80 (les critiques le comparent à Prince et Jimi Hendrix pour sa voix et son jeu de guitare), ses inspirations viennent aussi du jazz, du reggae, de la musique latine et de la chanson française.

## Discographie

### 2021: Vatic Vintage
1. In Pursuit of Your Name
2. Isis
3. The Last Teaching of Jess
4. In Your Face
5. J'Arrive
6. Brussels Hustle
7. My Odyssey, Eurydice
8. A Future Full of Joy
9. Prophetic Vision (of the Past)
10. Vatic Vintage

### 2022: Wormholes (EP) feat.Michael Bland(en)
1. Wormholes (Extended Version)
2. Wormholes (Acoustic Version)
3. Outrepasse (French Version)
4. Outrepasse (French Version) [acoustic]
5. Wormholes (Radio Edit)

### 2024: Passion at a Distance[12]
1. The Girl with the Celestial Soul
2. Geodesic
3. Electron Clouds
4. The Quantum Quake (feat. Patrick Dorcéan)
5. Multiverse (We Come as Specters)
6. Cantique des Quantiques (feat. Stéphane Galland)
7. Imaginary Number (feat. Oliver Lake)
8. Dark Matter
9. Wormholes (feat. Michael Bland (en))